# گارلند (یوتا)
گارلند (به انگلیسی: Garland) شهری در ایالت یوتا کشور ایالات متحده آمریکا است که جمعیت آن در سرشماری سال ۲۰۱۰ میلادی، ۲٬۴۰۰ نفر بوده‌است.